# Macrocalamus
A Macrocalamus a hüllők (Reptilia) osztályának pikkelyes hüllők (Squamata) rendjébe, ezen belül a siklófélék (Colubridae) családjába tartozó nem.

## Rendszerezés
A nembe az alábbi fajok tartoznak ide:
- Macrocalamus chanardi
- Macrocalamus gentingensis
- Macrocalamus jasoni
- Macrocalamus lateralis
- Macrocalamus schulzi
- Macrocalamus tweediei
- Macrocalamus vogeli